# Franz Langlotz
Franz Langlotz (* 1876 in Regensburg; † 10. Juli 1953) war ein deutscher Kunstsammler.

## Leben
Franz Langlotz wurde 1876 in Regensburg als Sohn eines Bildhauers und Kunstschreiners geboren.
Nach Schulbesuch und erfolgreichem Absolutorium verließ er Regensburg, um in München an der Königlich Technischen Hochschule Bauwesen zu studieren, nebenbei belegte er auch Vorlesungen in Kunstgeschichte und Stillehre. Nach seinem Abschluss 1900 trat er in die Oberste Baubehörde im Bayerischen Innenministerium ein und wurde nach Militärdienst und verschiedenen beruflichen Abordnungen 1904 Regierungsbaumeister und bekam eine Anstellung als Staatsbauassessor.
1910 schied er auf eigenen Wunsch aus dem Staatsdienst aus und wurde Direktor und Geschäftsführer der Isarwerke und nach deren Umwandlung 1921 der Isarwerke AG. Im Zuge der Errichtung des Wasserkraftwerks Mühltal veranlasste er 1924 die künstlerische Ausgestaltung der Kraftwerkswarte mit einem Deckengemälde von Akademieprofessor Gottlob Gottfried Klemm. Eine zentrale Windrose wird von den mythologischen Figuren Poseidon, Zeus, Aiolos und Helios als Personifizierungen der Naturgewalten Wasser, Blitz, Wind und Sonne unter Angabe der Himmelsrichtungen gerahmt. Eine derartige künstlerische Ausgestaltung eines Wasserkraftwerks ist in der Bundesrepublik einzigartig.
Er wurde 1926 zum Landesbaurat ernannt und erlangte 1939 die Würde eines Ehrenbürgers München und zugleich eines Ehrensenators der Technischen Hochschule München. Franz Langlotz verstarb am 10. Juli 1953 und wurde in Regensburg auf dem evangelischen Zentralfriedhof beigesetzt.

## Die Privatsammlung Franz Langlotz
Sein vielfältiges Sammelinteresse umfasste Kunstwerke vom Altertum bis zur Gegenwart: frühneuzeitliche Drucke, zeitgenössische Grafiken, Antiken wie Vasen, Terrakotten und Gläser, spätmittelalterliche und barocke Skulpturen, ostasiatische Druckkunst und Fotografie. Franz Langlotz vermachte seine Sammlung der Oberklasse des humanistischen Gymnasiums und der Philosophisch-theologischen Hochschule Regensburg gemeinsam. Seit 1978 ist der Bestand geteilt:
Universität Regensburg:
Das Gros der Bücher (fast 1.000 Bücher und ca. 1.300 Hefte und Bände von Zeitschriften und Reihen), mit regionalen Forschungsberichten des Historischen Vereins für die Oberpfalz und des Naturwissenschaftlichen Vereins Regensburg. Die Grafiksammlungen (ca. 300 Stücke in Form von Holzschnitten, Kupferstichen, Radierungen, Linolschnitten, Lithographien, Stahlstichen und Zeichnungen).
Albertus-Magnus-Gymnasium
Eine Münzsammlung, antike Kleinkunstwerke und etliche Bücher für Unterrichtszwecke.
Institut für katholische Theologie
Antike Keramik, eine Heiligenfigur sowie eine Madonna.
Institut für Klassische Archäologie
Römische Gläser, die als Dauerleihgabe in den Museen der Stadt Regensburg aufbewahrt werden. Die antiken Stücke der Sammlung Langlotz wurden von dem Institut für Klassische Archäologie an der Universität Regensburg wissenschaftlich beschrieben. In der Ausstellung 1999 Antike Kunst in Regensburg wurde erstmals ein Großteil der klassischen Kunstwerke der Öffentlichkeit präsentiert. Ebenso wurden die Münzbestände dokumentiert.